# David Eden Lane
David Eden Lane (Pseudonym „Wodensson“; * 2. November 1938 in Woden, Iowa; † 28. Mai 2007 in Terre Haute, Indiana) war ein US-amerikanischer Rechtsextremist und Anhänger der Ideologie der White Supremacy.

## Leben
Lane wurde 1938 als eines von vier Kindern eines stark alkoholabhängigen Farmers in Iowa geboren. Mit vier Jahren wurde er von einer fundamentalistisch orientierten lutheranischen Familie adoptiert. Sein Adoptivvater, ein Pastor in verschiedenen Kirchen im Raum Texas, Colorado und dem Mittleren Westen nahm ihn mit zu seinen Messen und Bibelstunden, so dass Lane eine Abneigung gegen den christlichen Glauben entwickelte.
Nach dem College verdiente Lane sein Geld zunächst als Grundstücksmakler, wurde jedoch aus diesem Beruf entlassen, weil er keine Häuser an jüdische und schwarze Familien verkaufte. In den 1970ern schloss er sich dem Ku-Klux-Klan an, wurde jedoch von Fred Wilkins auf Grund von Führungsstreitigkeiten aus dem Klan geworfen. Er versuchte anschließend bei den Knights of the Ku Klux Klan von David Duke unterzukommen, blieb dort jedoch nur kurz.
Lane war angeblich in den 1960ern für kurze Zeit ein Anhänger der John Birch Society und entwickelte einen ausgeprägten Antisemitismus, der von einer jüdischen Weltverschwörung ausgeht. Gleichzeitig lehnte er aber auch die konservativen, patriotischen US-Amerikaner ab. Vielmehr entwickelte er eine nationalistische und rassistische Ideologie, die im derzeitigen Amerika die Wurzel allen Übels sah. Anstelle des heutigen Amerikas sollte in seinen Augen ein „weißer“ Staat stehen. Sein erstes Pamphlet handelte dementsprechend von dem „Tod der weißen Rasse“ (Death of the White Race, Ende der 1970er).
1981 trat er in die Aryan Nations – eine militante rechtsextreme Organisation auf der Basis der Christian Identity – ein und wurde Führer der Gruppe in Colorado. Im Juli 1983 begegnete er Robert Jay Mathews bei einem Kongress der Aryan Nations und gehörte am 22. September 1983 zu den neun Gründungsmitgliedern der Gruppe The Order, einer terroristischen Vereinigung, die eine Befreiung der USA vom Zionist Occupied Government und einen totalen Sieg der arischen Rasse anstrebte. Als Mitglied dieser Gruppe beteiligte sich Lane 1984 als Fahrer an der Ermordung des jüdischen Radiomoderators Alan Berg. Wegen dieses Mordes und weiterer Verbrechen wurde er zu insgesamt 190 Jahren Haft verurteilt, die er im Bundesgefängnis ADX Florence in Florence verbüßen sollte. Auf Grund verschiedener Propagandadelikte und eines missglückten Ausbruchsversuches wurde er jedoch mehrfach in Hochsicherheitsgefängnisse verlegt.
Lane ist in rechtsextremen Kreisen vor allem als Urheber der so genannten Fourteen Words bekannt geworden, einer komprimierten Fassung der Ideologie US-amerikanischer Neonazis. Eine weitere Erfindung von ihm ist „WOTAN“, ein Akronym für Will of the Aryan Nation. WOTAN ist als paramilitärischer Zweig in Louis Beams Leaderless Resistance („führerloser Widerstand“) gedacht und soll die Untergrundkämpfer vom legalen Arm der White-Power-Bewegung trennen.
Zudem wurde er im Gefängnis zu einem Verfechter eines „heidnischen“ Amerikas, das sich sowohl vom Judentum als auch vom Christentum (als Teil einer jüdischen Weltverschwörung) lösen müsse. Seine Ideologie bestand dementsprechend aus heidnischen, gnostischen, theosophischen, numerologischen und ariosophischen Versatzstücken. Er ist zudem Begründer des Wotansvolk, einer rechtsextremen Religionsgemeinschaft, die sich auf den germanischen Gott Wotan beruft. Zusammen mit seiner Frau Katja Lane (geborene Maddox) gründete er diese Vereinigung Anfang der 1990er. Diese gehört seit 2000 zum Temple of Wotan. Während Lane die Ideologie publizistisch aus dem Gefängnis heraus entwickelte, war seine Frau für die Organisation verantwortlich. Als dritte Person kam Ron McVan hinzu, der als Verleger und Publizist die Ideologie 1990 nach Skandinavien transportierte und damit neben Lane der zweite große Propagandist des Wotansvolk wurde.
David Lane starb in der Nacht zum 28. Mai 2007 im Bundesgefängnis Terre Haute, Indiana, an einem epileptischen Anfall.

## Schriften
- Deceived, Damned, & Defiant: The Revolutionary Writings of David Lane. St. Maries, Idaho: 14 Words Press, 1999.